# Witalij Tarasenko (ur. 1961)
Witalij Iwanowycz Tarasenko, ukr. Віталій Іванович Тарасенко, ros. Виталий Иванович Тарасенко, Witalij Iwanowicz Tarasienko (ur. 29 lipca 1961 w Ordżonikidze, w obwodzie dniepropetrowskim) – ukraiński piłkarz, grający na pozycji obrońcy, trener piłkarski.

## Kariera piłkarska
W 1980 rozpoczął karierę piłkarską w drużynie rezerw Dynama Kijów. W 1982 został zaproszony do Zorii Woroszyłowgrad. Na początku 1984 przeszedł do Sudnobudiwnyka Mikołajów, ale już latem powrócił Zorii Woroszyłowgrad. W 1991 został piłkarzem do Krystału Chersoń. Latem 1992 przeniósł się do Nywy Winnica. Podczas przerwy zimowej sezonu 1995/96 odszedł do Wołyni Łuck, a latem 1996 zasilił skład Desny Czernihów, w której zakończył karierę piłkarza w końcu 1998.

## Kariera trenerska
Karierę szkoleniowca rozpoczął po zakończeniu kariery piłkarza. Najpierw pomagał trenować FK Winnica. W październiku 2001 stał na czele FK Winnica, którym kierował do końca 2001, a potem do lata 2007 pracował w sztabie szkoleniowym winnickiego klubu. Od kwietnia do czerwca 2007 ponownie prowadził Nywę, ale w lipcu 2007 odszedł trenować FC Tiraspol. 20 marca 2009 ponownie dołączył do sztabu trenerskiego Nywy Winnica, w którym pracował do czerwca 2009. Potem pracował w Akademii Piłkarskiej Sheriff Tyraspol.

## Sukcesy i odznaczenia

### Sukcesy piłkarskie
Zoria Woroszyłowgrad
- mistrz Ukraińskiej SRR: 1986

Nywa Winnica
- mistrz Ukraińskiej Pierwszej Ligi: 1992/93

Desna Czernihów
- mistrz Ukraińskiej Drugiej Ligi: 1996/97

### Odznaczenia
- tytuł Mistrza Sportu ZSRR